# Nicholas Grimshaw

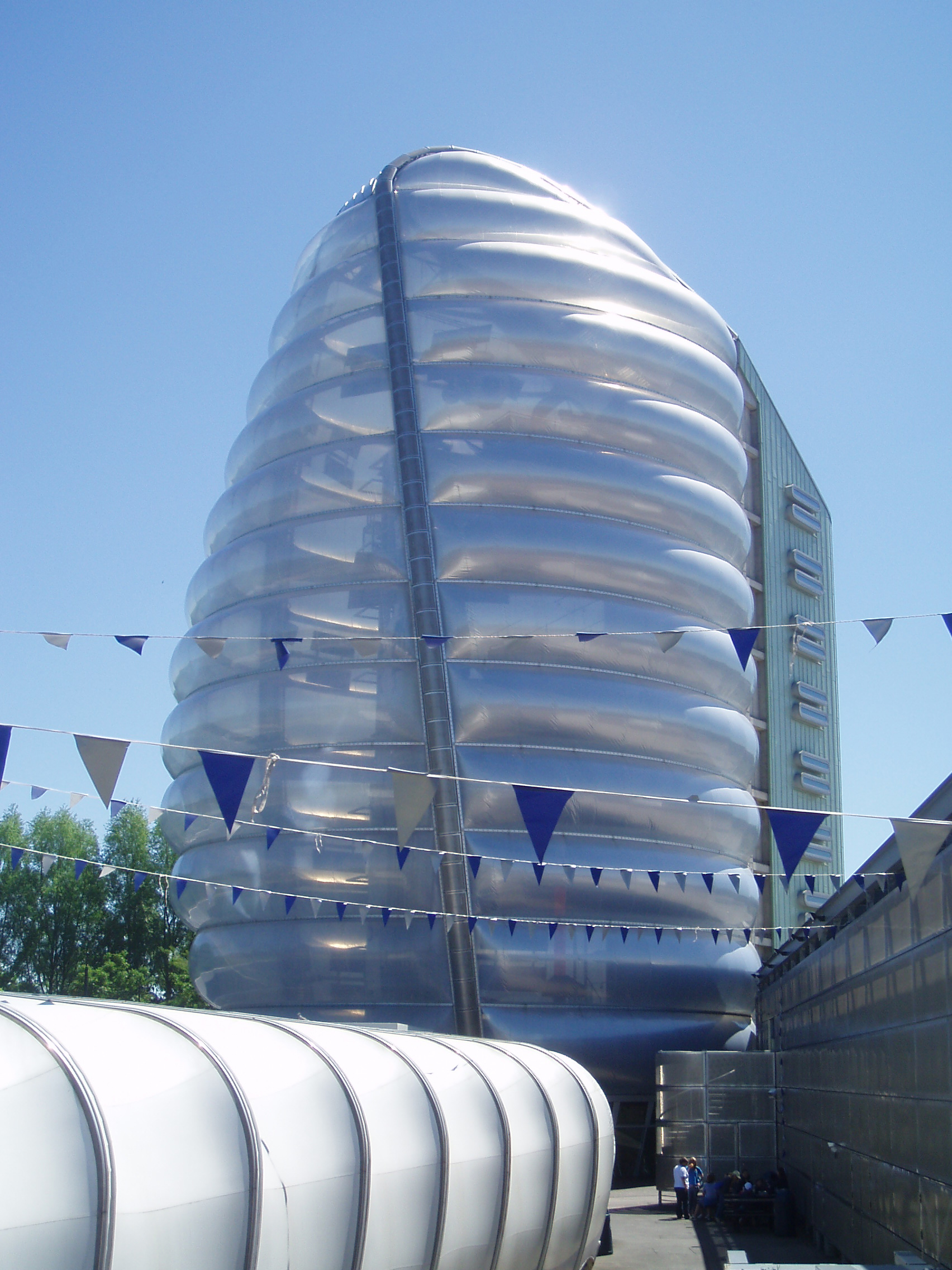
National Space Centre i Leicester

Nicholas Grimshaw,  född 9 oktober 1939 i Hove i Storbritannien, är en brittisk arkitekt.
Nicholas Grimshaw utbildade sig på Edinburgh College of Art 1959–62 och på Architectural Association i London 1962–65. Han arbetade därefter tillsammans med Terry Farrell 1965–80, varefter han startade sitt eget arkitektkontor Nicholas Grimshaw & Partners.
År 1994 fick han Europeiska unionens pris för samtidsarkitektur för den internationella terminalen på Waterloo järnvägsstation i London.

## Verk i urval

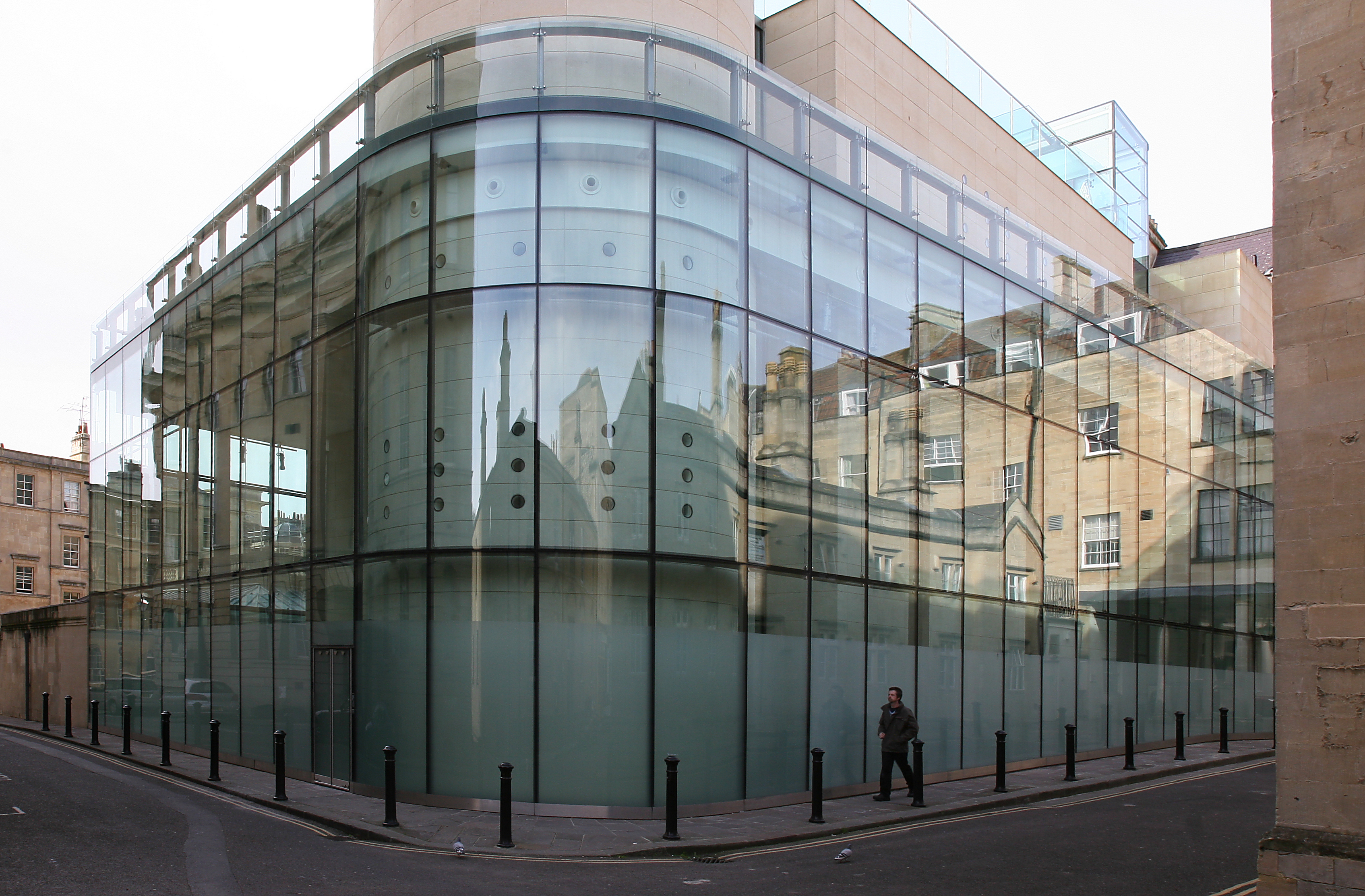
Huvudbyggnaden för Thermae Bath Spa

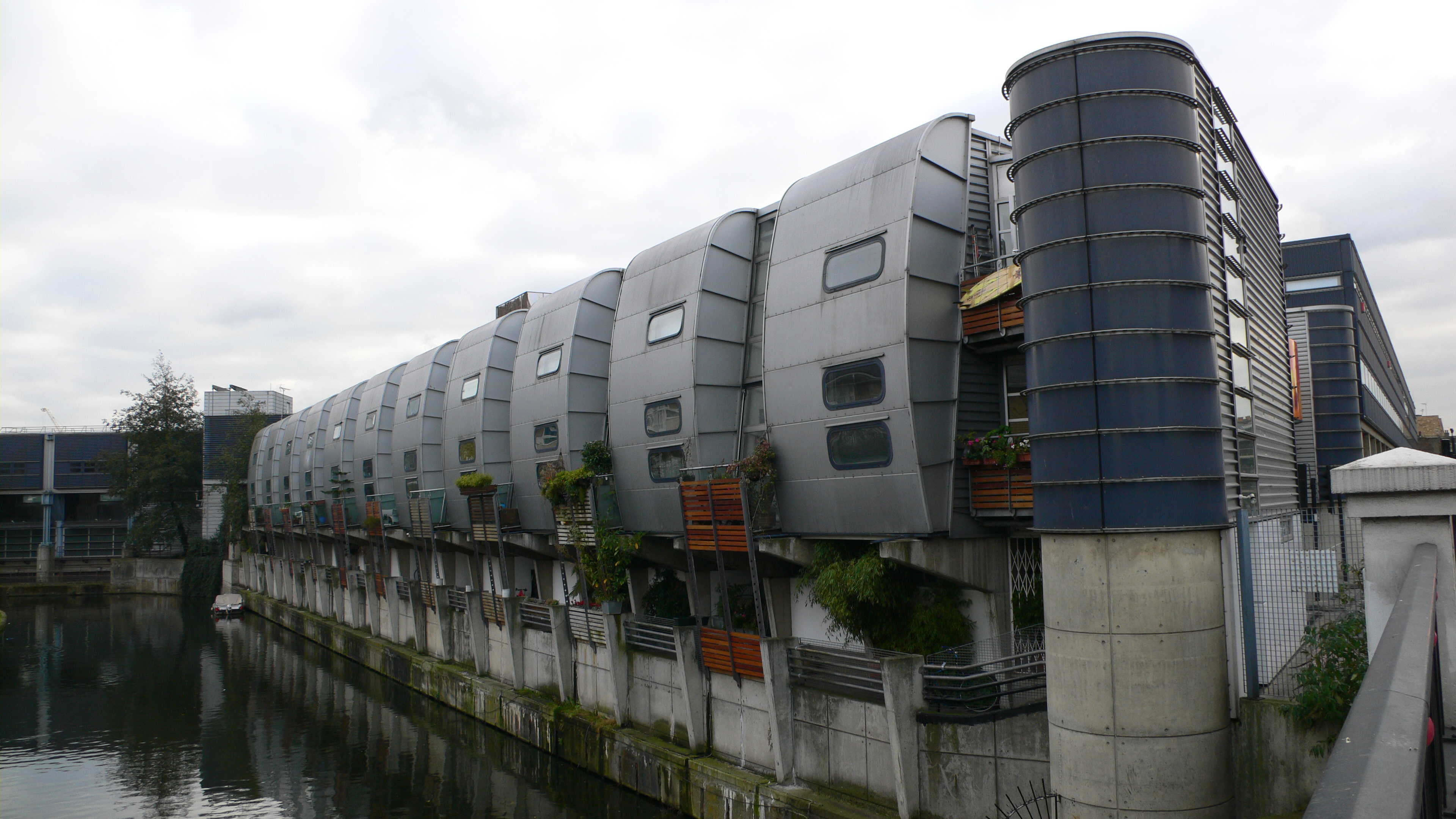
Grand Union Walk Housing, bostadshus bakom Sainsbury supermarket i Camden Town

- Financial Times Printworks i Blackwall i London (1988)
- Sainsbury supermarket i Camden Town i London (1988)
- Brittiska paviljongen vid Världsutställningen i Sevilla i Spanien (1992)
- Internationella terminalen på Waterloo Station i London (1993)
- Berlins börs i  Berlin i Tyskland (1997)
- Lord's Cricket Ground Grandstand i London (1998)
- Terminal 3 på Heathrows flygplats i London (1998)
- Eden Project i Cornwall (2001)
- National Space Centre i Leicester (2001)
- Southern Cross Station i  Melbourne, Australia (2005)
- Thermae Bath Spa i Bath (2006)
- London School of Economics New Academic Building i London (2008)
- Pulkovos internationella flygplats i Sankt Petersburg i Ryssland (2007)
- Cutty Sark-projektet i  London (2012)